# عبد العزيز بن محمد النصار
عبد العزيز بن محمد النصار، رئيس ديوان المظالم في المملكة العربية السعودية ورئيس مجلس القضاء الإداري سابقًا من 17 جمادى الآخرة 1432 هـ إلى 17 جمادى الآخرة 1436 هـ.

## المؤهلات العلمية
حصل معالي الشيخ على درجة الليسانس من كلية الشريعة في جامعة الإمام محمد بن سعود الإسلامية .

## المسيرة العملية
- عمل خلال الفترة (1401 – 1418 هـ) محققاَ ثم مستشاراَ بهيئة الرقابة والتحقيق.
- كما عمل معاليه مستشاراَ لمعالي رئيس هيئة الرقابة والتحقيق.
- وفي تاريخ 22/ 4/ 1418هـ صدر الأمر الملكي الكريم بتعيينه قاضياَ بدرجة وكيل محكمة (ب) بديوان المظالم في الدمام.
- عمل معالي الشيخ مفتشاَ قضائياَ في ديوان المظالم اعتباراَ من تاريخ 7/ 3/ 1427هـ.
- كما عمل رئيساَ للمحكمة الإدارية بمنطقة الجوف بتاريخ 14/ 7/ 1428هـ.
- وفي تاريخ 2/ 7/ 1429هـ تم تسمية معاليه رئيساً للمحكمة الإدارية بمنطقة مكة المكرمة بدرجة (قاضي استئناف).
- عين عضواً في مجلس القضاء الإداري بالأمر الملكي الصادر بتاريخ 19/ 2/ 1430هـ .
- كما عين على درجة (رئيس محكمة استئناف) اعتباراً من تاريخ 30/ 7/ 1431هـ
- وفي تاريخ 17/ 6/ 1432هـ صدر الأمر الملكي الكريم بتعيين معاليه رئيساً لديوان المظالم بمرتبة وزير.[2]
- كما صدر في تاريخ 18/ 6/ 1432هـ الأمر الملكي الكريم بتعيين معاليه عضواً بالمجلس الأعلى للقضاء.

## المؤتمرات والندوات والنشاطات العلمية
- تمثيل هيئة الرقابة والتحقيق في عدد من اللجان.
- إعداد العديد من البحوث والدراسات.
- رأس معاليه عدداَ من الدوائر الإدارية والجزائية والتجارية في محاكم الديوان.
- أستاذاً متعاوناَ في معهد الإدارة العامة بالدمام لإلقاء محاضرات في دورات تدريبية.
- المشاركة مع الندوة العالمية للشباب الإسلامي في الدروس والمؤتمرات الدعوية وإلقاء المحاضرات داخل وخارج المملكة.
- شارك في عدد من المؤتمرات والوفود القضائية (داخل المملكة وخارجها).
- شارك في عدد كبير من ورش العمل والملتقيات والدورات والندوات.

| سبقه إبراهيم شايع الحقيل | رئيس ديوان المظالم 1432 هـ - 1436 هـ | تبعه الدكتور/ خالد بن محمد اليوسف |